# Exogone bondi
Exogone bondi är en ringmaskart som beskrevs av Ruiz-Ramirez och Salazar-Vallejo 200. Exogone bondi ingår i släktet Exogone och familjen Syllidae. Inga underarter finns listade i Catalogue of Life.